# 贡山乌头
贡山乌头（学名：Aconitum kungshanense）为毛茛科乌头属下的一个种。

## 扩展阅读
- 維基物種上的相關：贡山乌头